# 바르바라 모리
바르바라 모리(Bárbara Mori, 1978년 2월 2일 ~ )는 우루과이 출신의 멕시코의 배우, 모델, 작가이다.

## 출연 작품
- 오페라시온 콘차 (2017)
- 앨리스 인 마리아랜드 (2014)
- 카이츠 (2010)
- 에스메랄다의 상자 (2008)
- 정사 4 (2008)
- 마이 브라더스 우먼 (2005)
- 우먼 인 블루 (2024)